# Rimski most kraj Ilidže
Rimski most je građevina upečatljivog izgleda, izgrađena na Plandištu kraj Ilidže. Ovaj most je jedan od 4 sačuvana stara kamena mosta na području Sarajeva. Ostali mostovi su: Šeher-Ćehajina ćuprija, Latinska ćuprija i Kozja ćuprija. U blizini mosta nalaze se brojna arheološka nalazišta iz 25. i 26. vijeka prije Krista. Most se može vidjeti na desnoj strani puta ako se vozi magistralnom cestom od Blažuja prema Ilidži. Nalazi se na popisu Nacionalnih spomenika Bosne i Hercegovine.

## Povijest
Nije baš sigurno kada je ovaj most točno izgrađen. Zbog kontinuiteta života na prostoru Ilidže od neolitičkog razdoblja pa do danas može se pretpostaviti da je tu postojao neki most koji je omogućavao prijelaz s jedne strane na drugu preko rijeke Bosne. Most je morao postojati u srednjem vijeku zbog trgovačkog puta koji je povezivao Dubrovnik sa srednjom Bosnom.
Most je prvi put spomenut u 16. vijeku, oko 1550. godine. Spominje ga mletački poslanik Katarin Zeno i piše da postoji kameni most na rijeci Bosni koji ima sedam lukova.
Čuveni putopisac Benedikt Kuripešić koji je prolazio ovim krajevima 1530. godine, most ne spominje, iako se misli da bi ga sigurno spomenuo zbog njegovog upečatljivog izgleda. Tako da se pretpostavlja da je most nastao u vremenu između 1530. i 1550. godine.
Ne zna se tko je izgradio most, no zna se da ga je Rustem paša-Hrvat dao obnoviti negdje oko 1762. godine po molbi stanovnika Sarajeva.
U njoj su građani Sarajeva zatražili od bosanskog vezira da se most popravi. Molba glasi:

## Arhitektura
Most je napravljen od klesanih kamenih blokova, vrlo vjerojatno donesenih s obližnjeg starog rimskog naselja Aquae Sulphurae. Ti blokovi čine donju strukturu mosta i imaju polukružno zasvedenih sedam lukova. Dužina prilazne rampe mostu s istočne strane je 85,30 m. Dužina mosta iznosi 52,10 m, širina s korkalukom 4,55 m, a visina mosta na najvišem mjestu oko 4,50 m.
Most ima 6 riječnih oslonaca koji na uzvodnoj, jugozapadnoj strani imaju ledobrane-ledolomce, a treći mostovski oslonac na nizvodnoj strani ojačan je zidanim kontraforom od kamena koji je prislonjen uz čelni zid mosta.
Korkaluk je od čeonog zida mosta vizualno odvojen izvedbom jednostavno profiliranog kamenog vijenca, a lukovi su u odnosu na čeone zidove mosta diskretno uvučeni.
Dobio je naziv Rimski most zbog plitkog reljefa na kamenoj ploči na kojoj je prikazana gola figura u stojećem položaju lijeve noge prekrižene preko desne, s desnom rukom podignutom iznad glave i lijevom rukom prekriženom preko grudi.
Most je restauriran više puta u 20. stoljeću a od 1986. pa do danas je pretrpio manja oštećenja.

## Vanjske poveznice
- bhtourism  Arhivirana inačica izvorne stranice od 8. travnja 2014. (Wayback Machine)
- arheon.org  Arhivirana inačica izvorne stranice od 17. srpnja 2017. (Wayback Machine)